# 褚胤
褚胤（5世纪—454年），南朝宋围棋国手。
褚胤是吴郡人，才七岁就被评为围棋高品，年长后棋艺冠绝当时。宋文帝说：“天下有五绝，而皆出钱唐。”说的是杜道鞠弹棋，范悦诗，褚欣远模书，褚胤围棋，徐道度疗疾。《敦煌棋经》载：“子冲征法，褚胤悬炮，车相井兰，中央之善。此皆古贤制作，往代流传。”
宋孝武帝年间，因其父褚荣期与江州刺史臧质一同谋反，褚胤受到连累，依法应该一同伏诛。宰相何尚之求情，说褚胤下棋之妙超古冠今，古人魏犨犯罪后因为有才干而免死，父亲伏诛而儿子获赦的例子也很多，请求免褚胤一死让他的棋艺流传下来，未果，时人痛惜。
唐朝诗僧贯休《观棋》有“褚胤死不死，将军飞已飞”句。唐五代诗人韦庄《和友人》有“静阅王维画，闲翻褚胤棋”句，《冬日长安感志寄献虢州崔郎中二十韵》有“松下围棋期褚胤，笔头飞箭荐陶谦”句。
明末冯元仲《弈旦评》称褚胤为“弈中天士”。
后世避讳雍正帝，改称其为褚允、褚引。